# Paulo de Melo Sampaio
Paulo Eugénio de Meneses de Melo Vaz Sampaio, kurz Paulo de Melo Sampaio (* 1926 in Cascais, Portugal; † 1968 in Lissabon), war ein portugiesischer Architekt.

## Leben

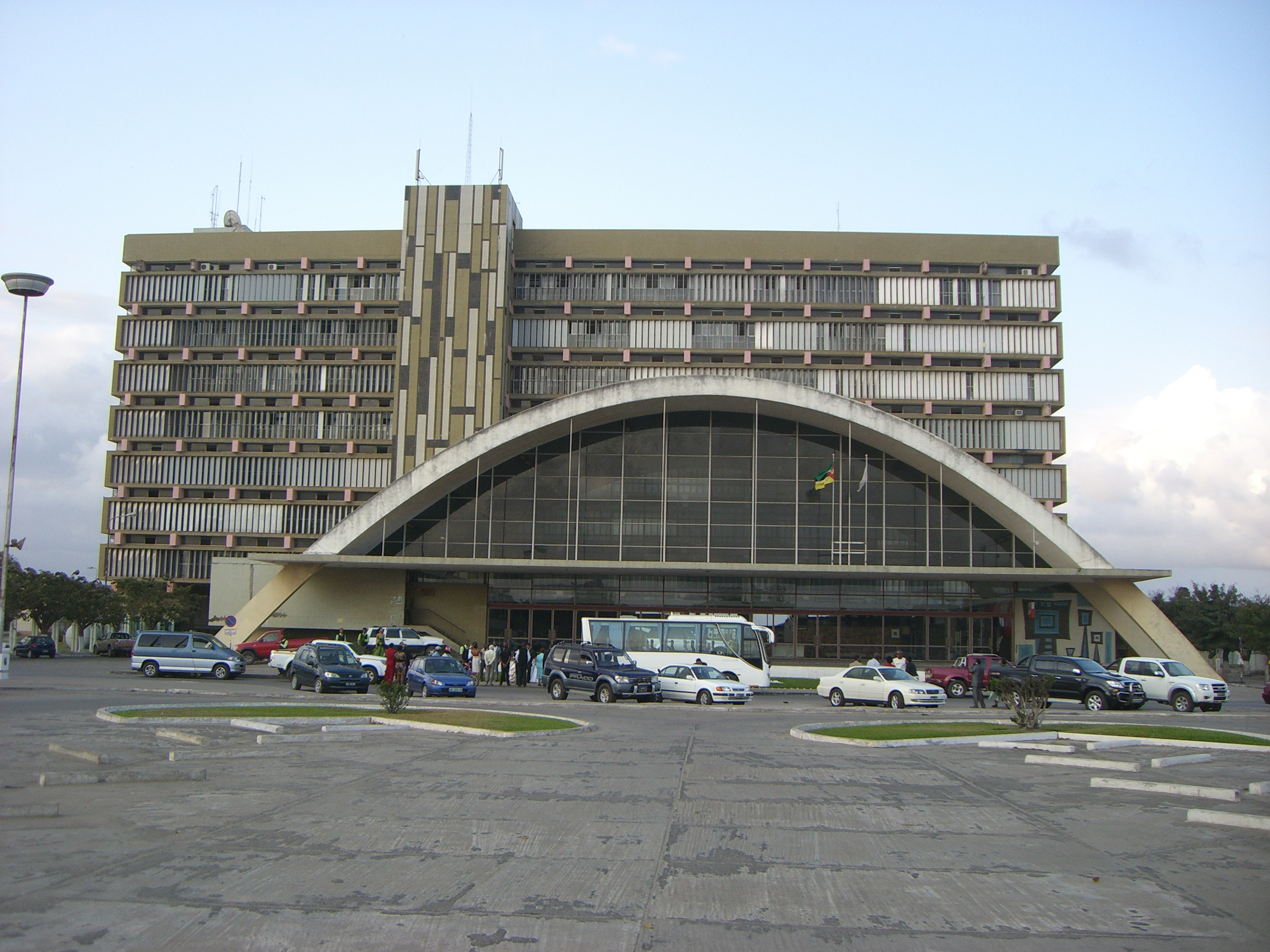
Das mit bekannteste Werk von Sampaio: der 1966 eröffnete Bahnhof der Stadt Beira

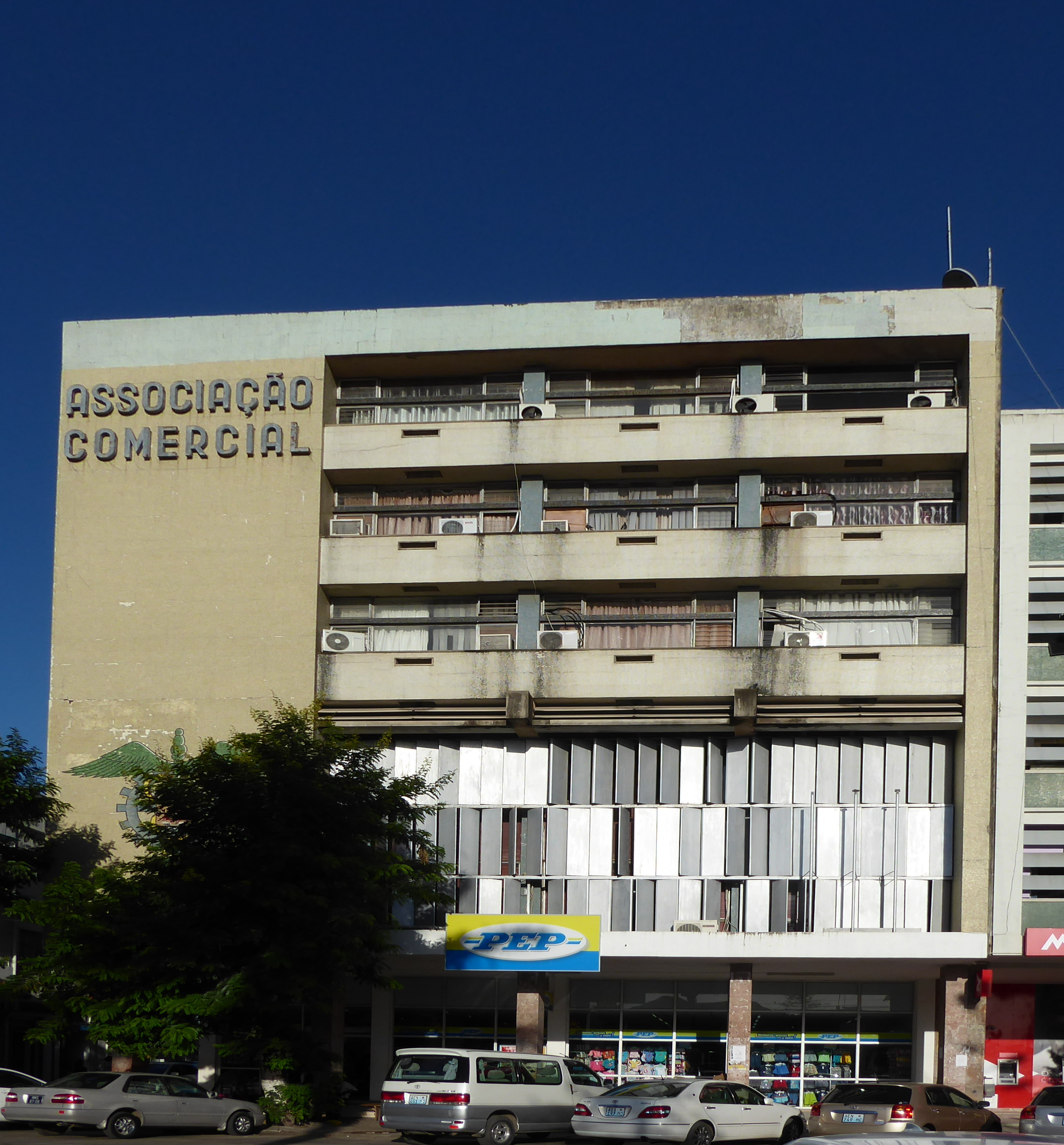
Sitz der Handelskammer („Associação Comercial“) in Beira (1955–60/61)

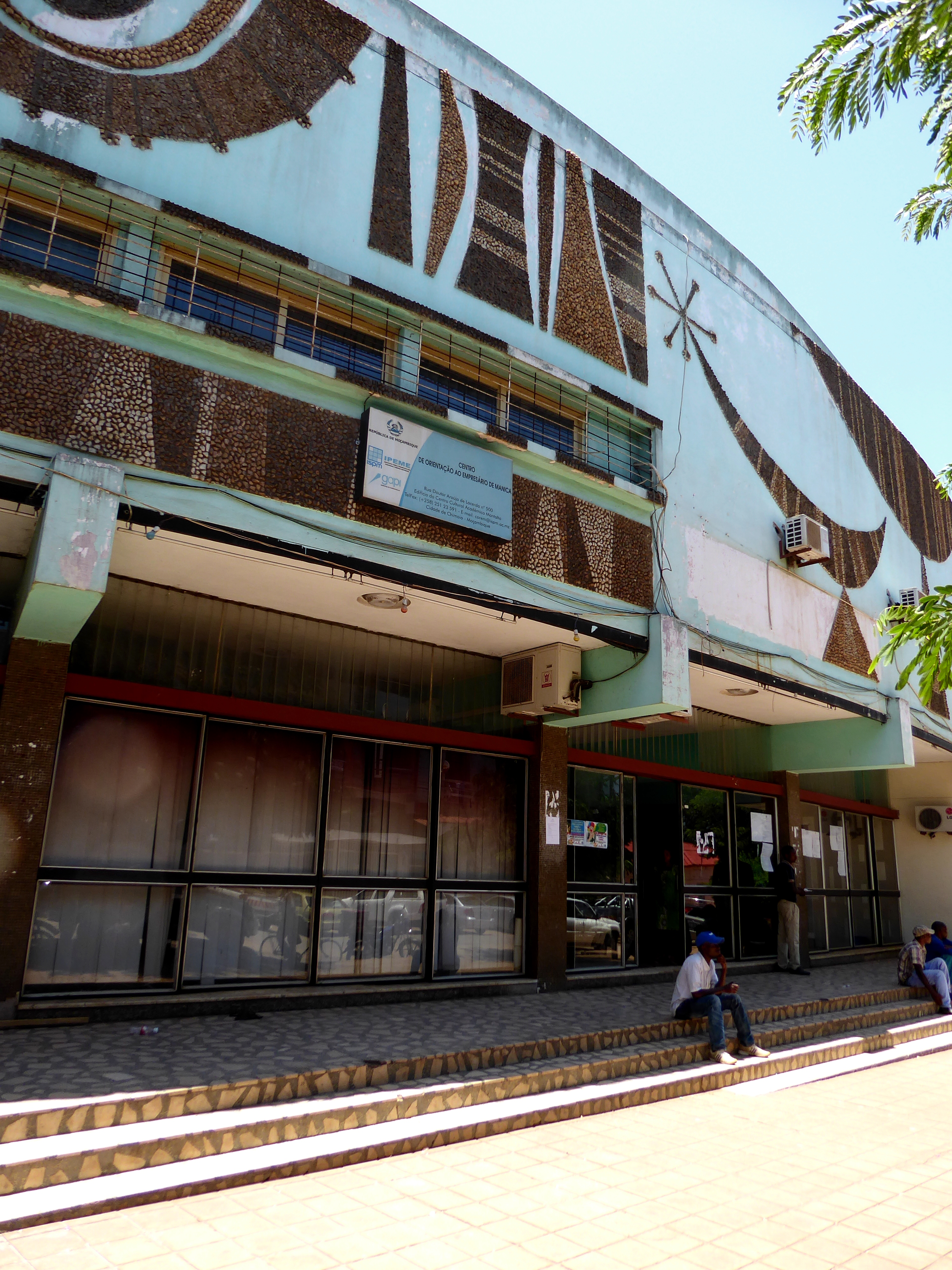
Cinema Montalto in Vila Pery [heute Chimoio] (1957–63)

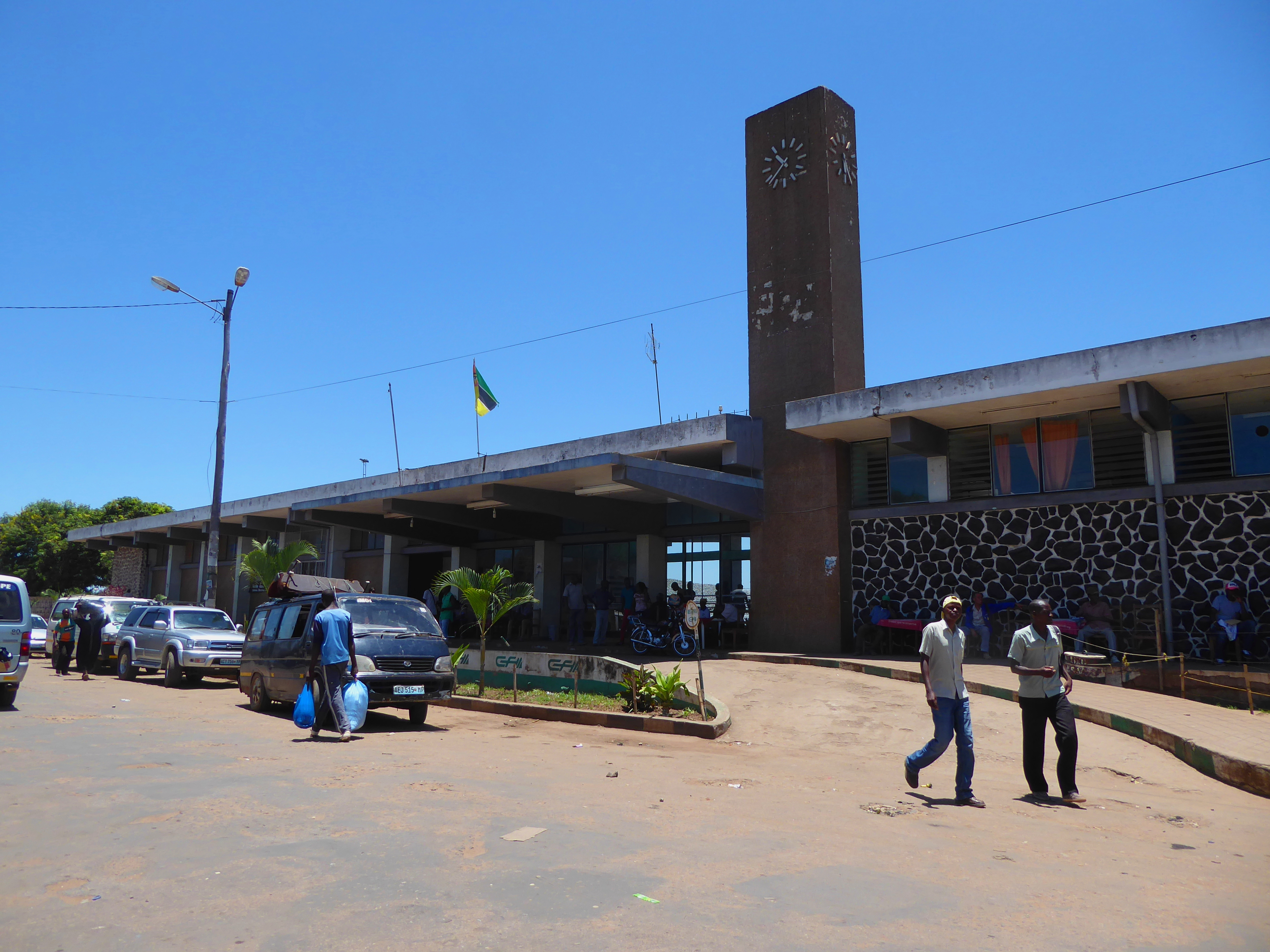
Bahnhof von Vila Pery [heute Chimoio] (1961–66)

Paulo de Melo Sampaio wurde 1926 im Lissabonner Vorort Cascais geboren. Nach seiner Sekundarschulausbildung studierte Sampaio Architektur an der Lissabonner Escola Superior de Belas Artes, unter anderem zusammen mit Alberto Soeiro und Nuno Craveiro Lopes. Das Studium schloss er 1953 ab.
1954 zog Sampaio – wie viele Architektinnen und Architekten dieser Zeit – aufgrund mangelnder Aufträge in die portugiesischen Kolonien. Sampaio zog in die damals zweitgrößte Stadt der portugiesischen Kolonie Mosambik, Beira. Dort eröffnete er ein kleines Architekturbüro gemeinsam mit Lorena Birne. Innerhalb kurzer Zeit erlangte Sampaio größere Bekanntheit in der Stadt, unter anderem gewann er sechs Mal den städtischen Architekturpreis von Beira Dr. Araújo de Lacerda (1957, 1958, 1962, 1967, 1968 und 1970). 1962 gründete er gemeinsam mit dem Architekten José Bernardino Ramalhete das Architekturbüro Gabinete de Arquitectura e Urbanismo (GAU).
Als Architekt prägte Paulo de Melo Sampaio das Stadtbild von Beira nachhaltig. Sampaio entwarf Gebäude sowohl für private wie staatliche Auftraggeber. Zu den bekanntesten Gebäuden gehört der stark modernistisch geprägte Bahnhof von Beira, den er gemeinsam mit Francisco José de Castro und João Garizo do Carmo im Jahr 1959 entwarf. Sampaio war dabei für die Bahnhofsanlage – Gleise und Bahnsteige – selbst verantwortlich.
Neben seiner Arbeit als Architekt arbeitete er auch für verschiedene Stellen im Staatsdienst der Kolonialverwaltung, unter anderem als Lehrer am Liceu Pêro de Anaia in Beira, als städtischer Berater für die Stadtverwaltungen von Vila Pery (heute Chimoio) und Porto Amélia (heute Pemba) und in der Verkehrskommission der Stadt Beira.
Auf dem Rückweg von einer Reise in die USA starb Sampaio plötzlich während seines Zwischenstopps in Lissabon im Jahr 1968.

## Werk
- 1954: Edíficio Emporium, Beira[1]
- 1955–59: Banco Nacional Ultramarino, Vila Pery [Chimoio][1]
- 1955–60/61: Associação Comercial de Beira, Beira[3]
- 1956: Casa Vitor Gomes, Beira[1]
- 1956: Casa Teixeira de Sousa, Beira[1]
- 1956: Casa Patois Saniano, Beira[1]
- 1956–59: Cinema Preciosa, Gondola[1]
- 1956–61: Pavilhão de Desportos do Clube Ferroviário da Beira, Beira[4]
- 1957: Detailplan für den Complexo Turístico do Estoril, Beira[1]
- 1957–60: Prédio Montalto, Vila Pery [Chimoio][1]
- 1957–63: Cinema Montalto, Vila Pery [Chimoio][1]
- 1957–66: Bahnhof Beira, Beira; zusammen mit  Francisco José de Castro und João Garizo do Carmo[2]
- 1958: Casa Marcelino Ribeiro[1]
- 1958–67: Urbanisierungsplan für Vila Pery [Chimoio][1]
- 1958: Clube da Beira / Automóvel & Touring Clube de Moçambique, Beira[5]
- 1959–60: Motel Estoril, Beira[6]
- 1959–67: Colégio Luís de Camões, Beira[6]
- 1961: Hotel Miramar, Beira[1]
- 1961: Generalplan für die Exposição-Feira das Atividades von Vila Pery [Chimoio][1]
- 1961–65: Urbanisierungsplan für Nacala[1]
- 1961–66: Bahnhof von Vila Pery [Chimoio][1]
- 1961–67: Urbanisierungsplan für Porto Amélia [Pemba][1]
- 1962–72: Auditório e Galeria de Arte, Beira; zusammen mit José Bernardino Ramalhete und José Augusto Moreira[7]
- 1964: Portugiesischer Pavillon auf der Ausstellung in Blantyre, Malawi[1]
- 1964: Portugiesischer Pavillon auf der zweiten internationalen Jagdausstellung in Florenz, Italien[1]
- 1965: Behelfseinrichtungen, Chitengo (beim Gorongosa-Park)[8]